# Esteban V (papa)
Esteban V o VI (Roma, ¿?-14 de septiembre de 891) fue el papa 110.º de la Iglesia católica de 885 a 891.
Según cuenta la tradición fue elegido papa cuando aún vivía Adriano III por lo que rechazó el nombramiento encerrándose, durante dos días, en su casa hasta que fallecido su antecesor los cardenales fueron a buscarlo, lo llevaron a la Basílica de San Pedro y allí lo consagraron el 14 de septiembre de 885.
Con su pontificado se inicia el periodo conocido como “la noche del papado” en el que los papas fueron meros títeres en manos de la nobleza.
Nada más iniciado el mismo, en 886 falleció el emperador bizantino Basilio I, a quién sucedió su hijo León VI el Sabio y que destituyó a Focio como Patriarca de Constantinopla a pesar de haber sido uno de los preceptores en la educación del nuevo emperador. Este acto, que en principio pudo suponer esperanzas de un acercamiento de posturas entre Oriente y Occidente, no dio los frutos apetecidos debido al nombramiento, como patriarca de Constantinopla, de Esteban I, hermano del anterior emperador.
En 887 al ser depuesto el emperador del Imperio carolingio, Carlos III el Gordo, el imperio se fragmenta y nacen tres estados: Francia, gobernada por el rey Eudes; Alemania, gobernada por el rey Arnulfo; e Italia gobernada por el rey Guido de Spoleto. 
Al año siguiente, en 888 al fallecer Carlos III el Gordo, comenzaron las luchas por lograr la corona imperial. Guido de Spoleto, aprovechando su cercanía física al papa y el hecho de que Arnulfo y Odo tuvieran problemas internos en sus reinos por las invasiones vikingas, logró que Esteban V lo coronara emperador en 891.
La desaparición del Sacro Imperio posibilitó la aparición de numerosos poderes feudales y el poder de los obispos a quienes los señores de dichos feudos encomendaron su administración y gobierno.
Falleció el 14 de septiembre de 891.